# Торгові ряди (Меджибіж)
Торгові ряди — комплекс торгових рядів у селищі міського типу Меджибіж Хмельницької області. Прийняті на облік як щойно виявлена пам'ятка архітектури. Стан аварійний.

## Історія
До кінця XVIII століття торговельний центр містечка Меджибожа являв собою ринкову площу з дерев'яними крамницями і дерев'яною ж ратушею. А вже на початку XIX століття, у 1812 році, на місці площі вже були  "прегарні муровані торгові місця ("аркада")". У камерально-топографічному описі містечка Меджибожа торгові ряди описано так: "Гостинний двір кам`яний — посеред невеликої площі з невеликою баштою, що являє насамперед за звичаєм тутешніх місць ратушу. Гостинний двір цей чималої архітектури, в ньому крамниць кам`яних наскрізних і розділених зовнішніх від внутрішніх — 50. В них тримають євреї тутешні різного роду закордонні товари. <...>  При цих крамницях недостатні купці, що отримують також прожиток від торгівлі, тримають найдрібніші і прості речі, такі як: стрічки, хустки, рукавички, залізні й мідні дрібниці. Усі ці товари тутешні євреї приїжджим з інших малих містечок купцям віддають гуртом і продають ті ж самі товари свої в роздріб. <...> Деякі купці під йменням приказчиків їздять по товари, як вище сказано до Лейпцига і туді везуть іноді віск і мед, але здебільшого скуповлюють товари ці в Бердичеві під час великих з'їздів закордонних купців на відомі ярмарки".
Ревізія 1863 року виявила на першому поверсі торгових рядів 52 лавки, 45 з яких належали євреям. Крім лавок, тут була синагога. Більша частина приміщень другого поверху та 2 приміщення на першому були казенними. В них були військова поліція і "етапні приміщення". Також тут була аптека і трактир, в якому у ярмаркові дні давали театральні вистави. У другій половині XX ст. у будівлі колишніх торгових рядів на першому поверсі були шкільні майстерні і магазин, на другому - з 1946 р. Меджибізька районна, а згодом міська бібліотека.

На початку 2000-х рр. будівлю торгових рядів було продано приватному власнику.

## Галерея

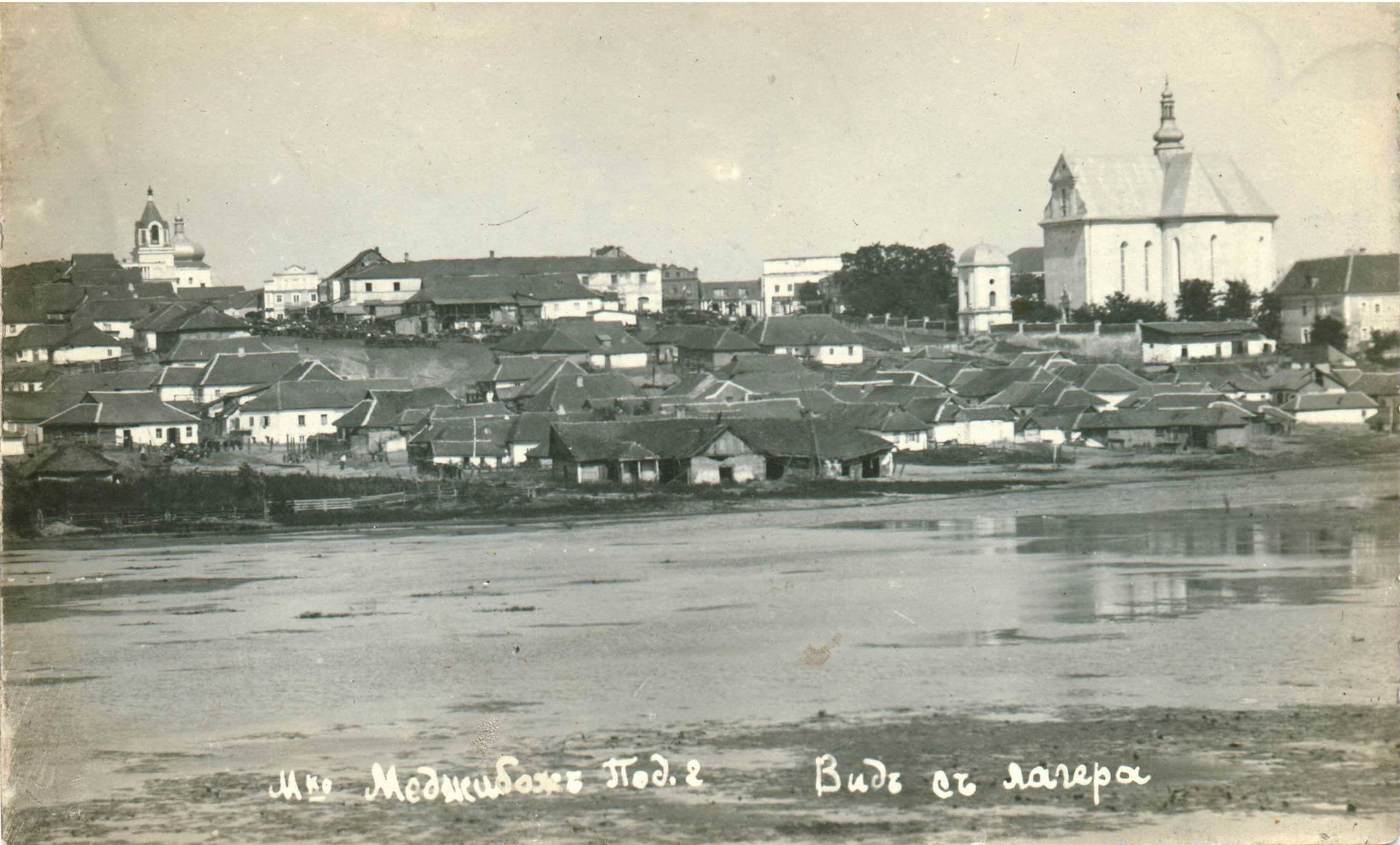
Містечко Меджибіж. Домінантами краєвиду є Успінська церква (ліворуч, знищена у 1960-х рр.), торгові ряди (у центрі) і костел св. Трійці (праворуч, у стані руїни з 1960-х рр.)
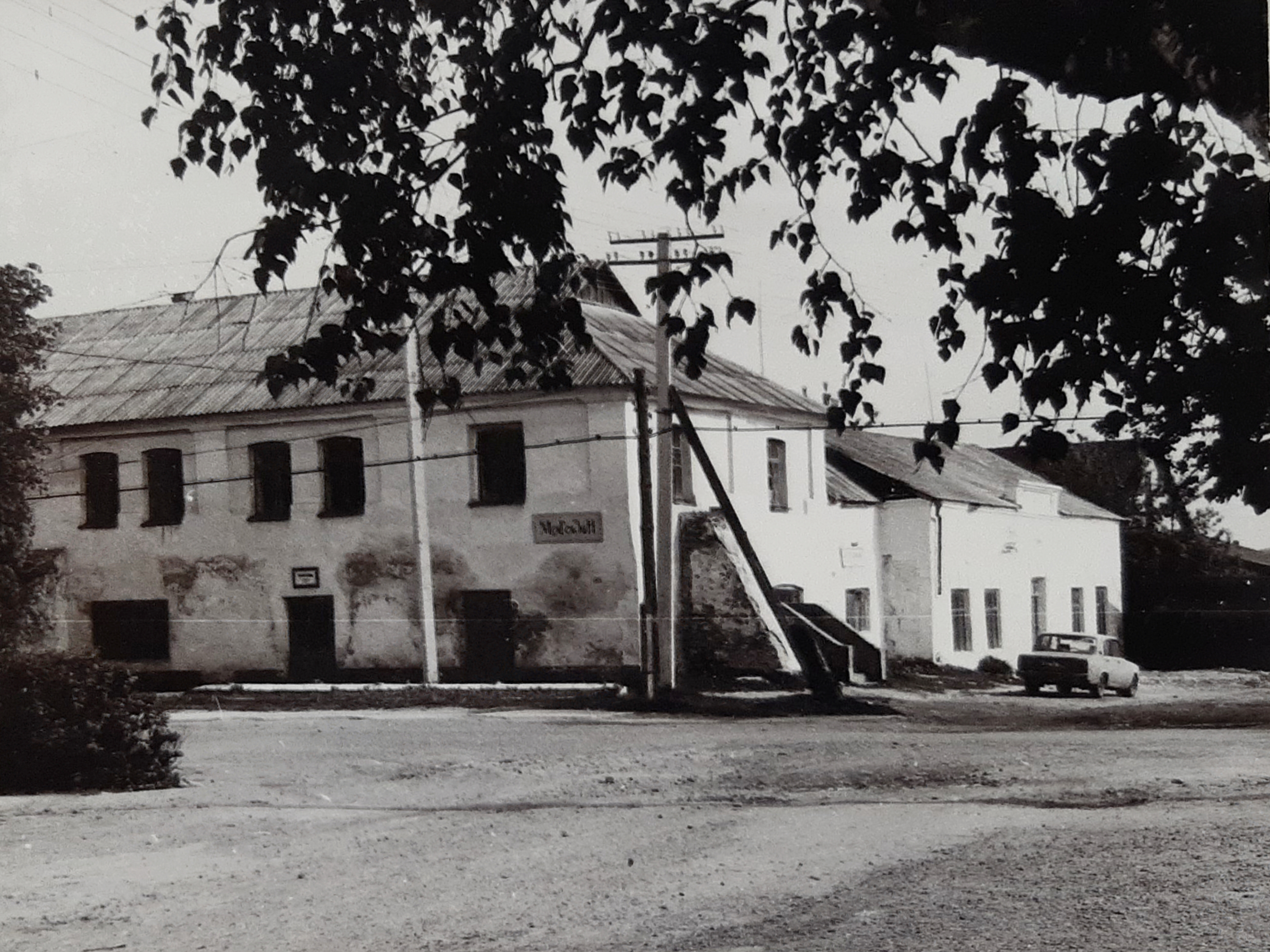
Торгові ряди в містечку Меджибіж наприкінці 1980-х рр.
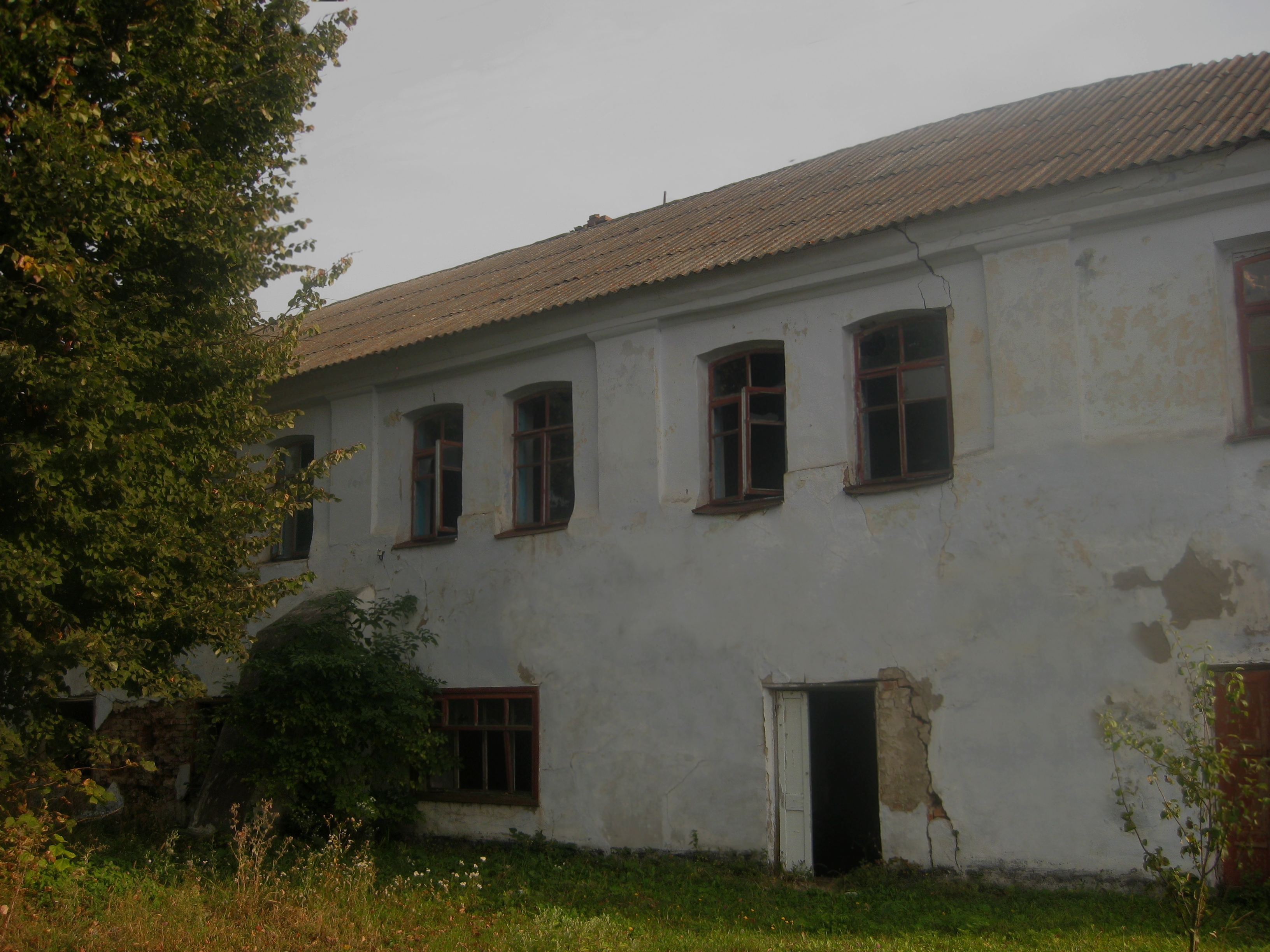
Торгові ряди, стан у 2013 р.
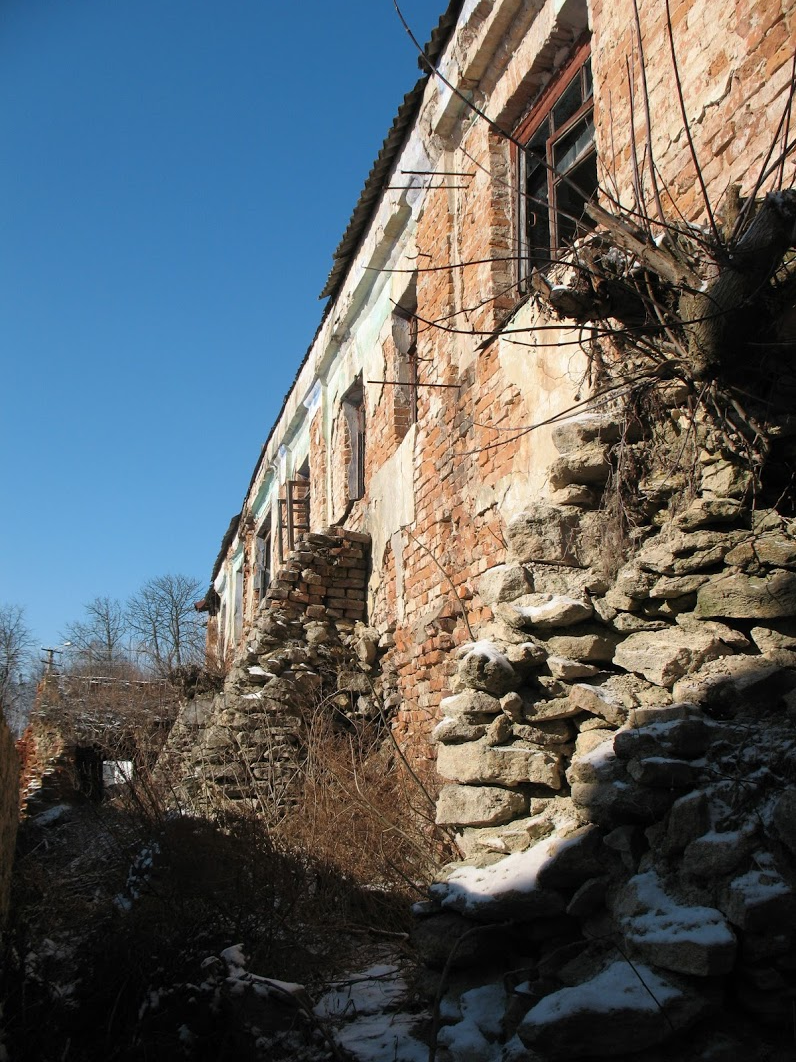
Торгові ряди в Меджибожі. Стан південного фасаду
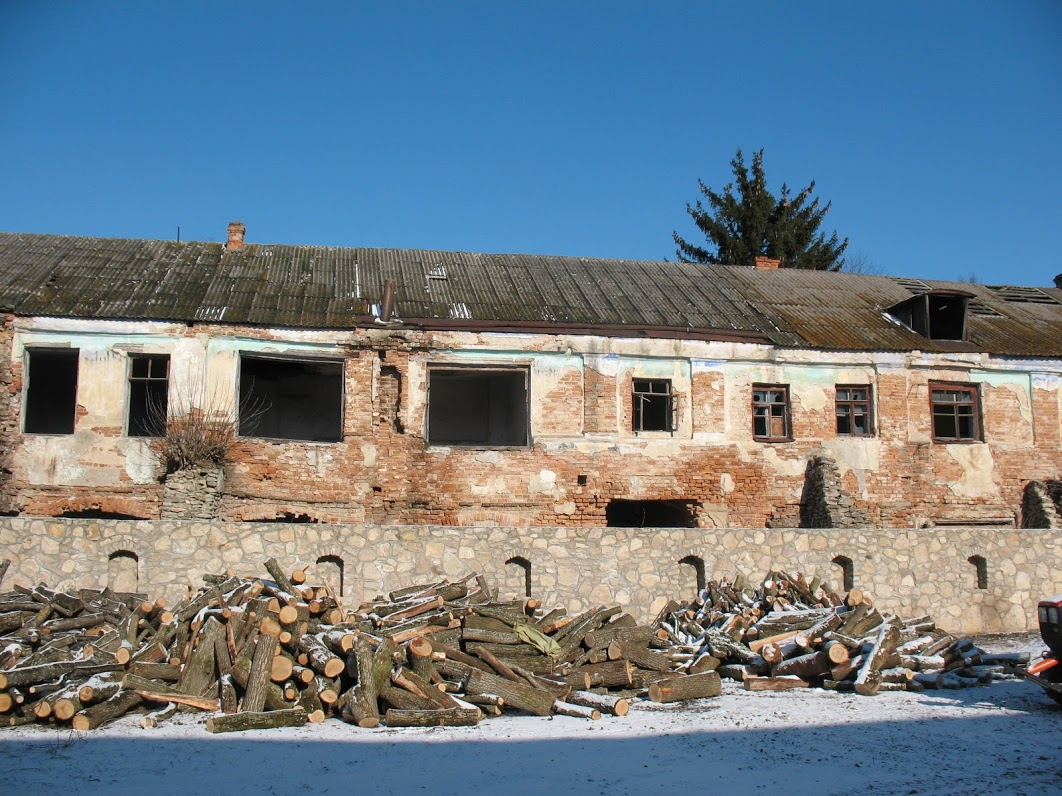
Торгові ряди в Меджибожі. Стан південного фасаду
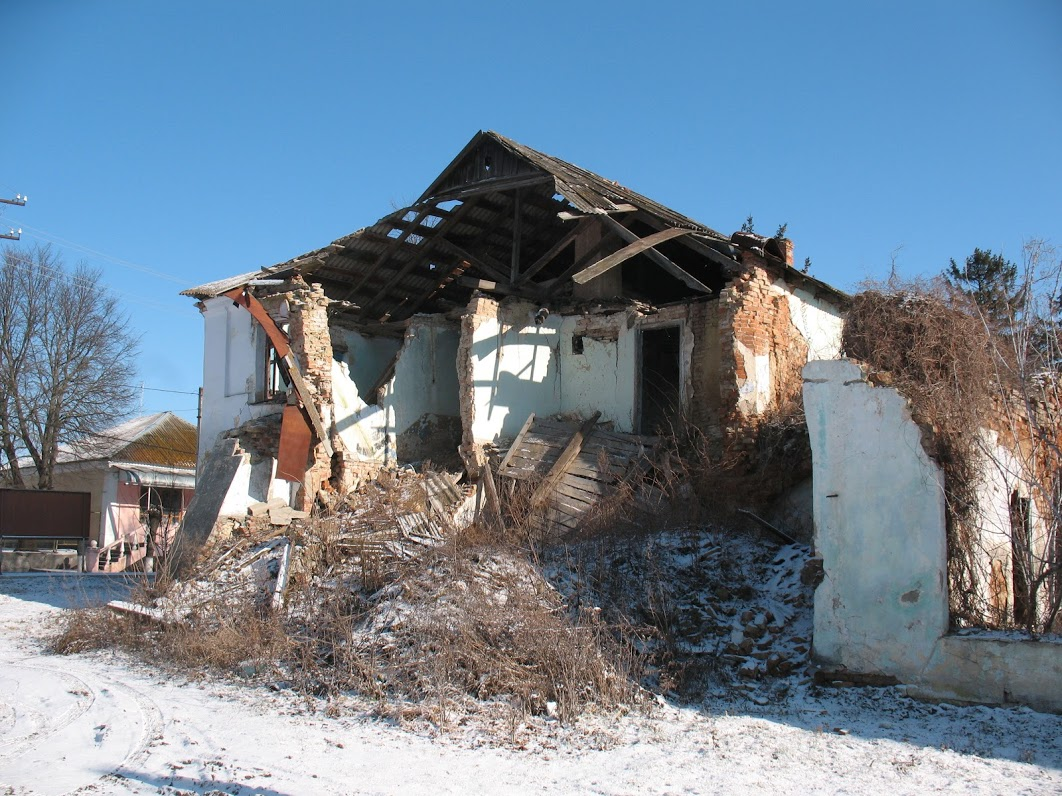
Торгові ряди в Меджибожі. Стан західної частини у 2018 р.
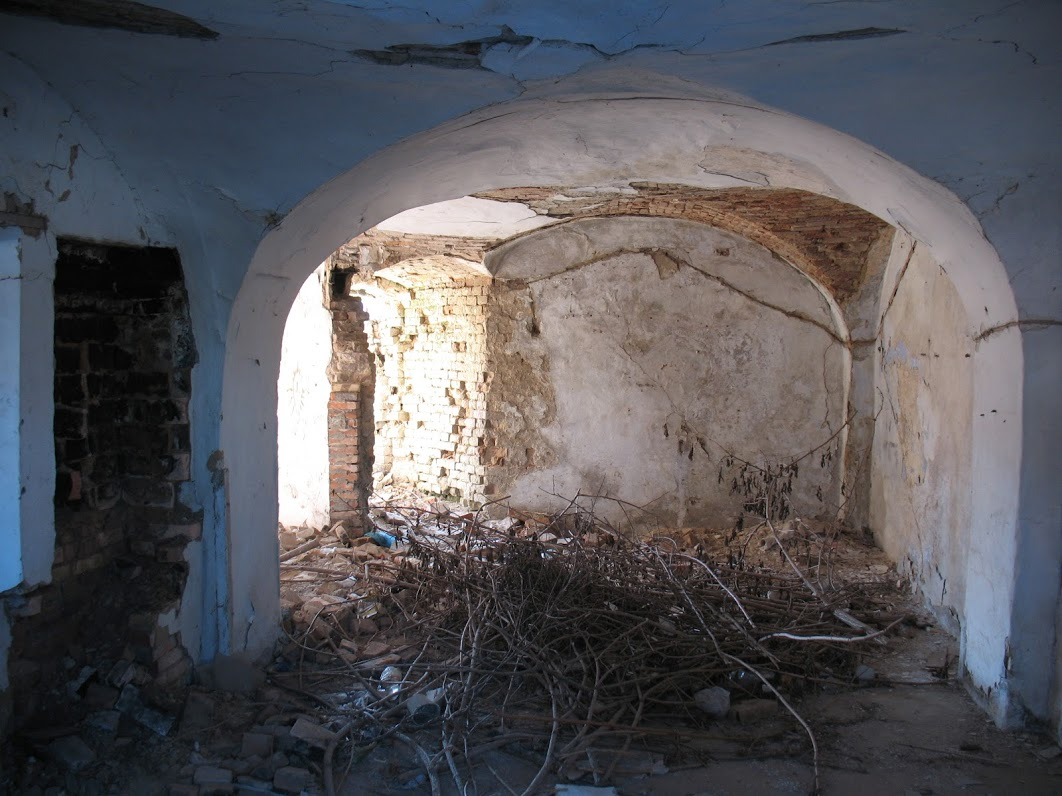
Торгові ряди в Меджибожі. Інтер'єр у 2018 р.
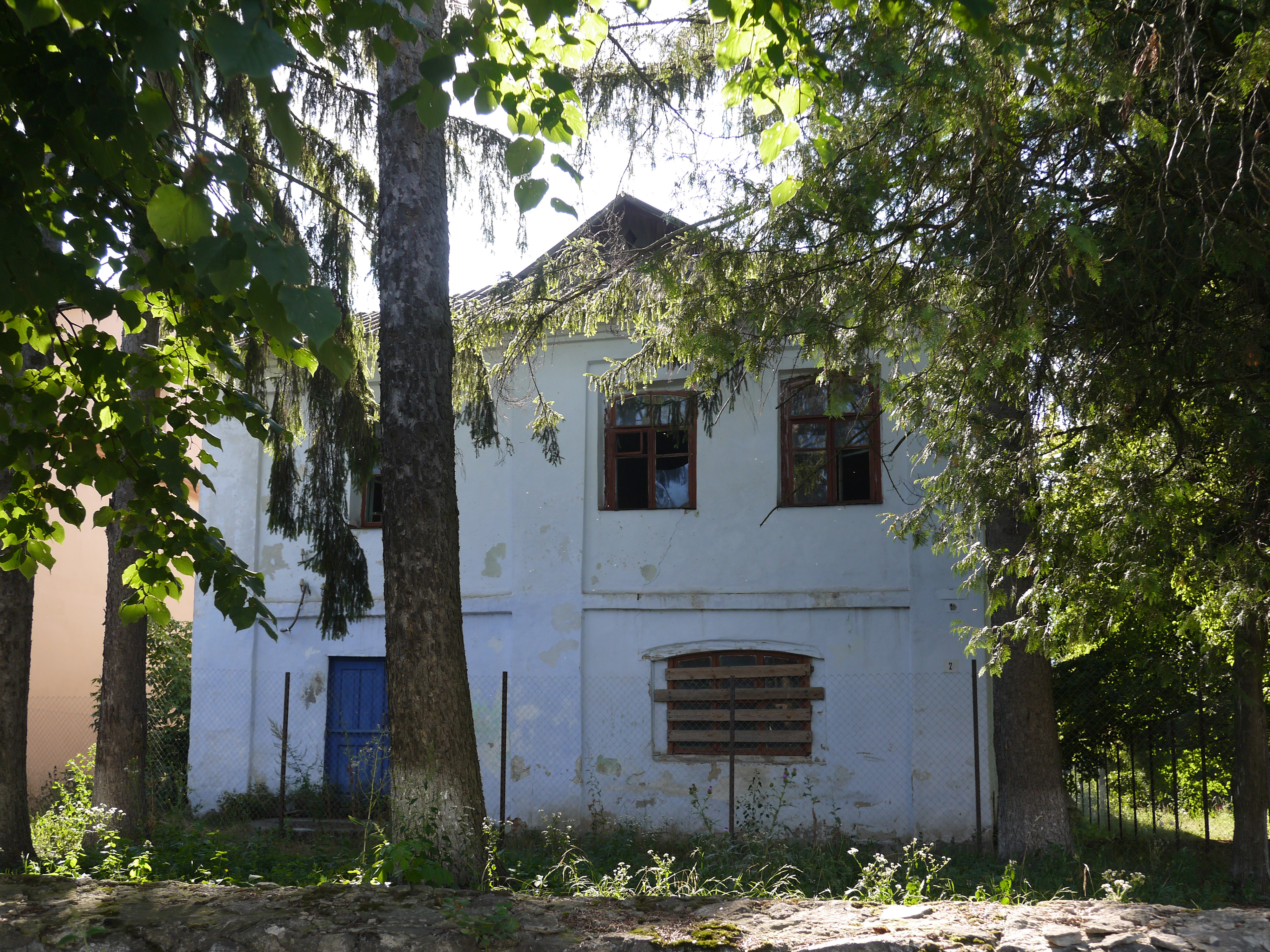
Торгові ряди в Меджибожі. Вигляд з заходу у 2020 р.
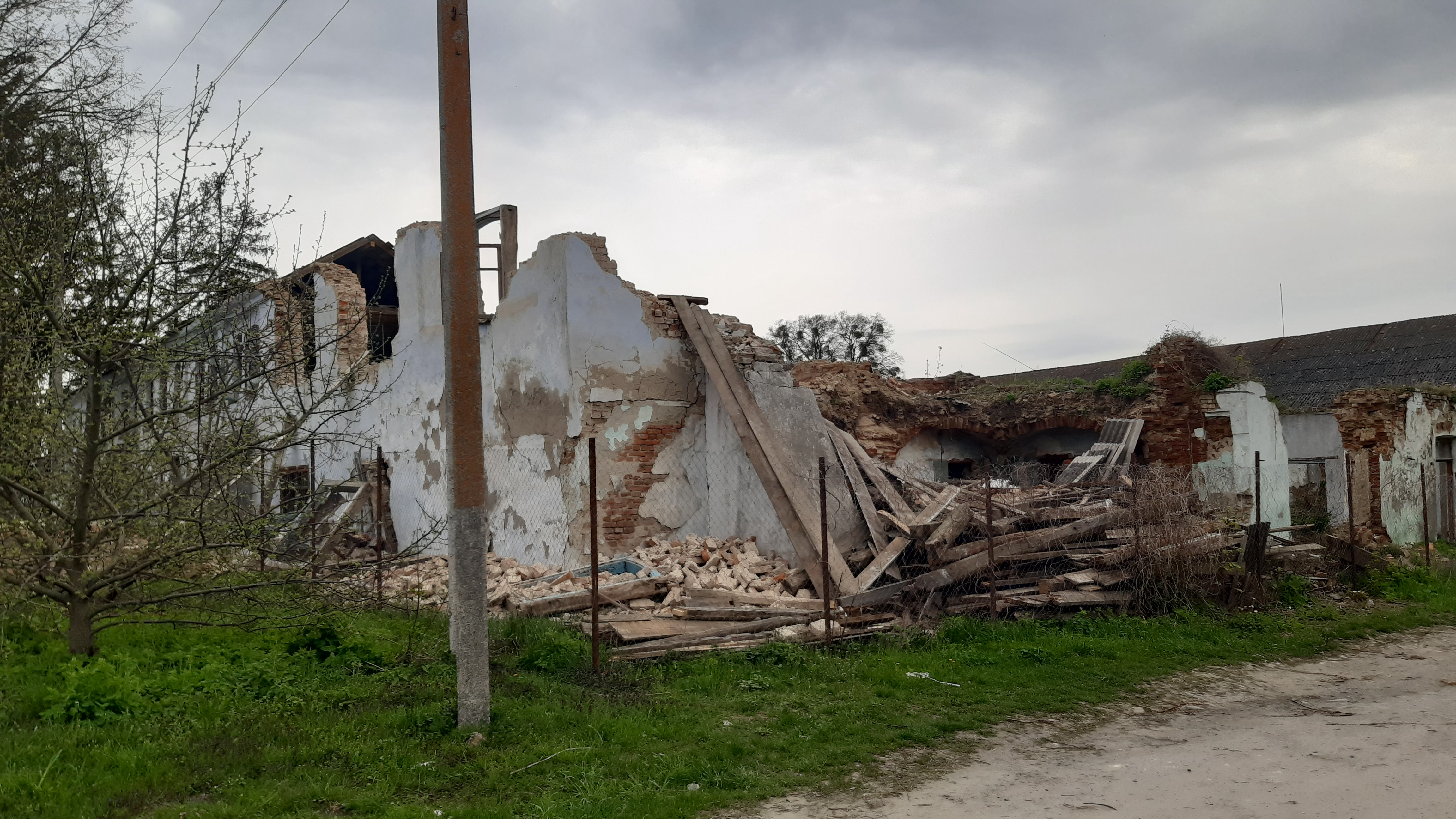
Торгові ряди в Меджибожі. Стан у квітні 2023 р.